# Galeria do Forninho
A Galeria do Forninho é uma gruta portuguesa localizada na freguesia da Luz, concelho de Santa Cruz da Graciosa, ilha Graciosa, arquipélago dos Açores.
Esta cavidade apresenta uma geomorfologia de origem vulcânica em forma de tubo de lava localizado em campo de lava. Apresenta um comprimento de 180 m por uma largura máxima de 7,3 m por uma altura também máxima de 3,5 m.
Possui três entradas: através de uma claraboia e por abatimento dos extremos do tubo. No seu interior podem-se observar pequenas estalactites lávicas e alguns leveés. Esta cavidade vulcânica foi batizada com este nome, porque serviu durante muito tempo de adega e de cozinha ao proprietário do prédio, que construiu para o efeito um pequeno forno. Encontra-se em bom estado de conservação.

## Fauna e flora
Na zona de entrada e no interior da gruta são observáveis as seguintes espécies:
Espécies de flora
- Asplenium hemionitis
- Briza maxima
- Conyza bonariensis
- Dryopteris sp.
- Erica azorica
- Erigeron karvinskianus
- Festuca francoi
- Malva multiflora
- Selaginella kraussiana
- Tradescantia fluminensis

Espécies de briófitos
- Chiloscyphus coadunatus
- Epipterygium tozeri
- Lejeunea lamacerina

Espécies de artrópodes
- Anommatus duodecimstriatus
- Blaniulus guttullatus
- Chthonius tetrachelatus
- Geophilus truncorum
- Lithobius obscurus azoreae
- Pholcus phalangioides
- Scutigera coleoptrata